# خوسيه إسكولاستيكو مارين
خوسيه إسكولاستيكو مارين (بالإسبانية: José Escolástico Marín)‏ (و. – 1846 م) هو سياسي من السلفادور، تولى منصب رئيس السلفادور.